# Huskors
Huskors är ett gammalt ord i svenskan, belagt sedan 1582, med betydelsen lidande i hemmet, familjesorg eller privat sorg. Sedan 1700-talet är det också belagt i en mer skämtsam mening, som en vardaglig benämning på en person som plågar sin omgivning i hemmet, särskilt om en grälsjuk, tyrannisk eller elak kvinna. 
Det finns gott om referenser till ordet och olika gestaltningar av huskors i 1900-talets populärkultur. Ett exempel är Oscar Wennersten folklustspel Bröderna Östermans huskors, som har satts upp ett flertal gånger och även filmats fem gånger och gjorts till musikal. Bröderna Östermans huskors handlar om de tre lata skärgårdsbröderna Österman som städslar en hushållerska. När hushållerskan tar befälet på gården vill gubbarna göra sig av med henne.